# Ernst Leitz II
Ernst Leitz, né le 1er mars 1871 à Wetzlar et mort le 15 juin 1956 à Gießen, est un homme d'affaires allemand. Avec son père, il est le fondateur de la société d'optique Leica Camera et organise le Train Leica de la liberté qui permet aux personnes menacées par le nazisme de fuir le Troisième Reich.

## Biographie
Ernst Leitz est le deuxième fils de l'entrepreneur Ernst Leitz. En 1906, après une période d'apprentissage de mécanicien dans l'entreprise paternelle et une formation de négociant, Ernst Leitz devient associé dans l'entreprise de son père. Il devient l'unique actionnaire après la mort de ce dernier en 1920.
Ernst Leitz se consacre au développement de nouveaux microscopes.
Ernst Leitz poursuit la politique sociale de son père en créant, pour ses employés, une caisse d'aide et de retraite et une caisse d'assurance maladie d'entreprise. Avec son père, il introduit la journée de travail de 8 heures dès 1906, douze ans avant qu'elle ne soit imposée par la loi.
En 1913, il produit le premier microscope binoculaire utilisant des grossissements élevés. En 1935, le microscope de recherche Leitz Ortholux avec éclairage intégré rencontre un grand succès.

### Risque entrepreneurial
En 1911 arrive à Wetzlar dans l'entreprise Leitz un ingénieur opticien, Oskar Barnack né en 1879, recruté pour concevoir et créer de nouveaux modèles de microscopes. Mais la passion de cet homme est la photographie. Or les appareils de l'époque sont volumineux et lourds, hormis les Brownie de Kodak, lancé en 1900, mais dont les photos sont de piètre qualité. À ses heures perdues, en trois ans, Barnack met au point le premier véritable appareil photo compact, qui tient dans la main et pèse 377 grammes. Mais nous sommes en 1914 et la Première Guerre mondiale retarde de dix ans la mise sur le marché de ce nouvel appareil. En 1924, Ernst Leitz II décide de lancer l’appareil photo Leica 35 mm, développé par son ingénieur Barnack avec des objectifs interchangeables de Max Berek. Il a choisi le nom de Leica en utilisant les trois premières lettres de son nom  Leitz et les deux premières de caméra. C'est la décision entrepreneuriale la plus importante de sa vie. Il est conscient des risques qu'il prend, il déclare même : « Je décide que nous prenons le risque », mais il est convaincu, très tôt, que l'avenir est aux appareils photo compacts et pratiques. Malgré l'hyperinflation allemande et le manque d'intérêt du secteur photographique pour se convertir à la nouvelle technologie et malgré l'attitude d'une partie de son entourage, il détermine la mise en fabrication et la commercialisation de l'appareil. L'avenir lui donne raison : dès la première année, il vend 1000 exemplaires de son appareil photo à un prix très raisonnable. En agissant ainsi, Ernst Leitz donne à ses ouvriers un emploi sûr pendant la Grande Dépression. Par son courage moral et son acceptation de la prise de risques (il compte sur l'ouverture d'un aléatoire nouveau marché), Ernst Leitz  jette les bases du succès de Leica,.

### Période nazie
Ernst Leitz est un démocrate de premier plan avant la prise de contrôle du pays par les nazis. Il est l'un des fondateurs du DDP à Wetzlar en 1918 et membre du conseil municipal de la ville. Il est candidat DDP à diverses élections du Reichstag et membre du Reichsbanner Schwarz-Rot-Gold. Il fournit, à ses frais, les uniformes des membres locaux de cette organisation. Il se joint à eux lors des défilés. Il appelle les nazis les « singes bruns ».
Pour les nouveaux dirigeants, Ernst Leitz est donc un entrepreneur dont « l'attitude politiquement irréprochable » ne garantit pas que son entreprise soit gérée conformément à leur conception de l'État.
Bien qu'il jouisse d'un grand prestige en tant que fabricant du Leica, qui est également utilisé à des fins de propagande, et qui rapporte beaucoup de devises à l'Allemagne car une grande partie de la production est exportée, Ernst Leitz est particulièrement menacé par ses convictions politiques et son opposition au projet de guerre. L'enjeu pour Leitz est de garder et continuer à diriger la deuxième plus grande usine d'optique du Reich allemand et d'éviter - mais cela ne lui sera pas totalement possible - de jouer un rôle dans la fabrication d'optiques militaires. Car dans ce type de situation, le gouvernement nazi n'hésite pas à reprendre une entreprise importante pour ses besoins de guerre. Un exemple en est Hugo Junkers, qui, en tant qu'opposant au régime, est contraint de transférer la propriété de ses usines d'avions de Dessau peu après la prise du pouvoir, parce qu'il s'oppose à la construction d'avions militaires.
En 1942, à l'âge de 71 ans, Ernst Leitz rejoint le parti nazi afin d'éviter la menace de prise de contrôle de son entreprise par les nazis.

### Le Train Leica de la liberté
Entre 1933 et 1945, Ernst Leitz prend des risques considérables, pour aider et sauver la vie de 86 personnes, dont 68 sont persécutées pour des motifs raciaux. La plupart sont juives.
Il emploie des Juifs de Wetzlar en danger dans son entreprise immédiatement après la prise du pouvoir par les nazis. Il fournit à beaucoup d'entre eux de l'argent et des lettres de recommandation pour émigrer, en particulier aux États-Unis. Là-bas, ils sont employés dans la succursale new-yorkaise de l'entreprise jusqu'à ce qu'ils puissent trouver d'autres emplois. Ce processus est ensuite appelé The Leica Freedom Train (« Train Leica de la liberté ») aux États-Unis.
Ernst Leitz n'a jamais parlé à son petit-fils Knut Kühn-Leitz de l'ère nazie et ni de son aide aux opprimés. Pour lui, cela ne faisait aucune différence que quelqu'un soit juif ou opposant politique aux nazis ; c'étaient des individus qu'il aidait.
Après la fin de la Seconde Guerre mondiale, on a appris que le régime nazi avait l'intention d'éliminer le widerlichen Demokraten (« démocrate dégoûtant ») selon la description nationale-socialiste. Dès 1938, le directeur commercial de la société Leitz, Alfred Türk, est arrêté pour avoir envoyé des lettres de recommandation à la succursale new-yorkaise pour des émigrants juifs. En 1943, la fille de Leitz, Elsie Kühn-Leitz, est arrêté pour avoir aidé une femme juive de Wetzlar. Elle est emprisonnée pendant plusieurs mois à la prison de la Gestapo de Francfort. Ernst Leitz a pu empêcher son départ en camp de concentration.
Ses trois fils, Ludwig, Ernst (III) et Günther prendront sa succession à la tête de l'entreprise familiale.

## Distinctions
- Ordre du mérite de la République fédérale d'Allemagne (1952)

## Reconnaissance
- 1912 : Doctorat honorifique de l'Université Justus Liebig de Giessen
- 1925 : Sénateur honoraire de l'Institut de technologie de Karlsruhe
- 1941 : Croix de fer de la Senckenberg Nature Research Society
- 1941 : Sénateur honoraire de la Technische Universität Darmstadt
- 1951 : Sénateur honoraire de l'Université de Cologne
- Doctorat honorifique de l'Université Philipps de Marbourg
- 2007 à titre posthume : Courage to Care Award de l'Anti-Defamation League pour son engagement à secourir de nombreux Juifs persécutés.